# Farid Karimi
Farid Behzadi Karimi (tiếng Ba Tư: فرید بهزادی کریمی, sinh ngày 14 tháng 5 năm 1989 ở Shahreza,Esfahan, Iran) là một cầu thủ bóng đá người Iran thi đấu cho Esteghlal Khuzestan ở Persian Gulf Pro League. Anh thường thi đấu ở vị trí tiền đạo. Anh là người Qashqayi.

## Sự nghiệp câu lạc bộ
Karimi gia nhập Saba Qom năm 2012 sau khi trải qua mùa giải trước tại Steel Azin. Vào mùa hè năm 2014 Karimi đến Tractor Sazi.
| Thành tích câu lạc bộ | Thành tích câu lạc bộ | Thành tích câu lạc bộ | Giải vô địch | Giải vô địch | Cúp       | Cúp       | Châu lục | Châu lục  | Tổng cộng | Tổng cộng |
| Mùa giải              | Câu lạc bộ            | Giải vô địch          | Số trận      | Bàn thắng    | Số trận   | Bàn thắng | Số trận  | Bàn thắng | Số trận   | Bàn thắng |
| Iran                  | Iran                  | Iran                  | Giải vô địch | Giải vô địch | Cúp Hazfi | Cúp Hazfi | Châu Á   | Châu Á    | Tổng cộng | Tổng cộng |
| --------------------- | --------------------- | --------------------- | ------------ | ------------ | --------- | --------- | -------- | --------- | --------- | --------- |
| 2011–12               | Saba Qom              | Pro League            | 26           | 7            | 1         | 0         | 0        | 0         | 27        | 7         |
| 2016–17               | Sepahan               | Iran Pro League       | 25           | 3            | 5         | 1         | 0        | 0         | 30        | 4         |
| Tổng cộng sự nghiệp   | Tổng cộng sự nghiệp   | Tổng cộng sự nghiệp   | 51           | 10           | 6         | 1         | 0        | 0         | 57        | 11        |